# Hyphessobrycon wajat
Hyphessobrycon wajat är en fiskart som beskrevs av Almirón och Casciotta, 1999. Hyphessobrycon wajat ingår i släktet Hyphessobrycon och familjen Characidae. IUCN kategoriserar arten globalt som otillräckligt studerad. Inga underarter finns listade i Catalogue of Life.